# Ньюкасл (Каліфорнія)
Ньюкасл (англ. Newcastle) — переписна місцевість (CDP) в США, в окрузі Пласер штату Каліфорнія. Населення — 1321 особа (2020).

## Географія
Ньюкасл розташований за координатами 38°52′0″ пн. ш. 121°7′55″ зх. д. / 38.86667° пн. ш. 121.13194° зх. д. (38.866731, -121.131984).  За даними Бюро перепису населення США в 2010 році переписна місцевість мала площу 6,21 км², з яких 6,19 км² — суходіл та 0,01 км² — водойми.

## Демографія
Згідно з переписом 2010 року, у переписній місцевості мешкали 1224 особи в 545 домогосподарствах у складі 323 родин. Густота населення становила 197 осіб/км².  Було 597 помешкань (96/км²).
Расовий склад населення:
| - 90,9 % — білих - 1,6 % — корінних американців - 1,4 % — азіатів - 0,6 % — чорних або афроамериканців - 2,9 % — осіб інших рас |

До двох чи більше рас належало 2,7 %. Частка іспаномовних становила 8,5 % від усіх жителів.
За віковим діапазоном населення розподілялося таким чином: 18,0 % — особи молодші 18 років, 56,3 % — особи у віці 18—64 років, 25,7 % — особи у віці 65 років та старші. Медіана віку мешканця становила 51,3 року. На 100 осіб жіночої статі у переписній місцевості припадало 91,2 чоловіків;  на 100 жінок у віці від 18 років та старших — 92,3 чоловіків також старших 18 років.
Середній дохід на одне домашнє господарство  становив 58 048 доларів США (медіана — 48 438), а середній дохід на одну сім'ю — 82 917 доларів (медіана — 72 625). За межею бідності перебувало 13,7 % осіб, у тому числі 12,1 % дітей у віці до 18 років та 10,3 % осіб у віці 65 років та старших.
Цивільне працевлаштоване населення становило 593 особи. Основні галузі зайнятості: освіта, охорона здоров'я та соціальна допомога — 29,7 %, мистецтво, розваги та відпочинок — 19,2 %, науковці, спеціалісти, менеджери — 8,4 %, виробництво — 7,6 %.